# Bắc Bộ (tỉnh Sri Lanka)
Tỉnh Bắc (Tamil: வட மாகாணம் Vaṭakku Mākāṇam; Sinhala: උතුරු පළාත Uturu Palata) là một trong 09 tỉnh của Sri Lanka, đơn vị hành chính cấp I của đất nước này. Tỉnh đã tồn tại từ thế kỷ 19 nhưng không có bất kỳ tư cách pháp nhân nào cho đến năm 1987 khi sửa đổi Hiến pháp lần thứ 13 của Sri Lanka diễn ra, thành lập hội đồng tỉnh. Từ năm 1988 đến năm 2006 tỉnh được tạm thời sáp nhập với Tỉnh Phía Đông để tạo thành các tỉnh Đông Bắc. Thủ phủ của tỉnh là Jaffna. Nội chiến Sri Lanka có nguồn gốc từ tỉnh này. Nó còn được gọi là đất nước Sri Lanka của người Tamil.

## Liên kết
- Northern Provincial Council